# Daniel-René Montaudouin de Launay
Daniel-René Montaudouin, sieur de Launay (né le 21 janvier 1715 à Nantes et mort le 11 septembre 1754) est un négociant, savant et philosophe français.

## Biographie
Daniel-René Montaudouin est le fils de Thomas Montaudouin (1687-1750), sieur de Launay, et d'Anne Bouette, et neveu de l'armateur René Montaudouin et frère de Jean-Gabriel Montaudouin de La Touche.
Il suit ses études au collège de La Flèche et à Rouen, il se rend en Angleterre, pour laquelle il gagne une admiration. À son retour, il alla solliciter du R.P. Giraud, prêtre de l'Oratoire et bibliothécaire de la ville, des cours de mathématiques. D'études avancées de géométrie et d’algèbre, il étudie également la métapsychique.
À la paix de 1748, il retourne en voyage à travers l'Angleterre (Oxford, Portsmouth, Liverpool, Bristol, Londres, etc), afin de développer ses connaissances dans les sciences et le commerce, fréquentant notamment Folkes, Robins, Mitchell, Moivre, Bradley, Watson, Tremblay, Graham, Smith, Mortimer, Masson, King, Knith, Blin, Ray, Beker, Stewart, Mead, etc, et se lie d'amitié avec Pedro Vicente Maldonado, dont il fait connaissance par l'intermédiaire de Pierre Bouguer. Il est reçu comme membre à la Royal Society en 1749. Il est admis comme membre correspondant de l'Académie royale des sciences  le 13 août de cette même année. Il se lie avec Marc-Antoine-Nicolas de Croismare, avec lequel il réalise des voyages
Rentré à Nantes, il se lance dans la construction d'un navire selon les préceptes de Bouguer, malgré les oppositions de la profession. S'adonnant au négoce, il est élu consul de Nantes en 1753. Il tente d'opérer une plus grande séparation entre le consulat et le corps municipal de la ville, telle qu'il avait pu l'observer en Angleterre et en Hollande.

### Sources
- Les membres et les correspondants de l'Académie royale des sciences 1666-1793, Institut de France, 1931
- Mercure de France, 1755
- La France littéraire, volume 2, Duchesne, 1769
- Prosper Levot, Biographie bretonne, Cauderan, 1857